# 亨利维尔
亨利维尔（法語：Henriville，法語發音：[ɑ̃ʁivil]；洛林法兰克语：Herrichwiller），或称昂里维尔，是法国摩泽尔省的一个市镇，属于福尔巴克-布莱摩泽尔区。

## 地名
地名前半部分来自洛林公爵亨利二世。

## 地理
亨利维尔（49°5'44"N, 6°51'13"E）面积3.95 平方千米，位于法国大東部大區摩泽尔省，该省份为法国东北部内陆省份，是洛林的一部分，西南接默尔特-摩泽尔省，东临下莱茵省，北与卢森堡和德国接壤。
与亨利维尔接壤的市镇（或旧市镇、城区）包括：法雷贝斯维莱尔、法尔什维莱尔、桑布斯。
亨利维尔的时区为UTC+01:00、UTC+02:00（夏令时）。

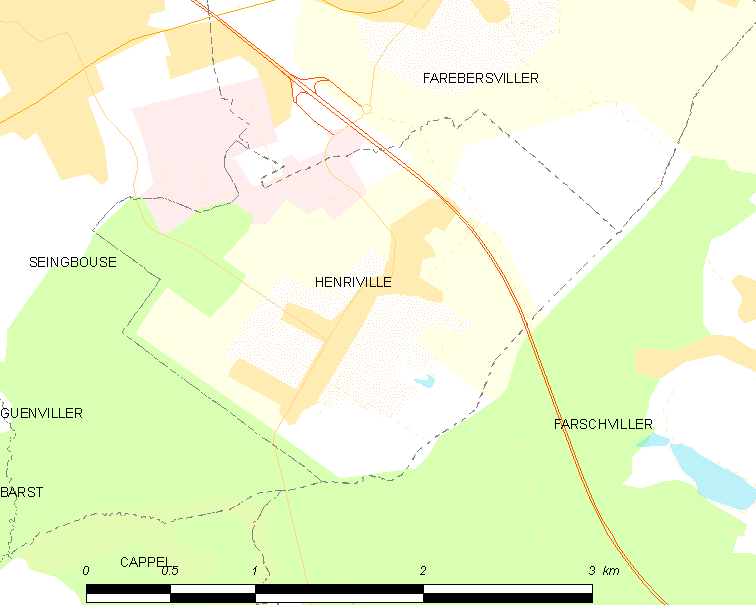
亨利维尔的OSM定位图

## 行政
亨利维尔的邮政编码为57450，INSEE市镇编码为57316。

## 政治
亨利维尔所属的省级选区为弗雷曼-梅尔勒巴克县。

## 人口

1962-2008年间亨利维尔人口变化图示

亨利维尔于2022年1月1日时的人口数量为753人。